# Sejm nadzwyczajny 1688/1689
Sejm nadzwyczajny 1688/1689 – został zwołany 1 października 1688 roku do Warszawy. Powtórny uniwersał został wydany 8 maja 1672 roku.
Sejmiki przedsejmowe w województwach odbyły się 5 listopada 1688 roku.  
Marszałkiem sejmu obrano Stanisława Szczukę, referendarza koronnego. Obrady sejmu trwały od 17 listopada 1688 do 1 kwietnia 1689 roku. 
Sejm został zerwany przez Stanisława Szołkowskiego. 10 czerwca 1689 roku wydano uniwersał na sejmiki relacyjne.